# ユピテルとイオ
『ユピテルとイオ』(原題:IO) はアメリカ合衆国のSF映画である。2019年1月18日、Netflixで配信された。

## あらすじ
地球が汚染の結果居住不可能となり、人類の大半が木星の衛星イオ軌道上のコロニーに脱出した近未来を描く。地球上では、科学者である父のヘンリー・ウォルデン博士亡き後、娘のサムは孤独な生活を送り父の研究を引き継ぐ。父の死で地球に残る人々が希望を失わぬよう、その事実を伏せて父の言葉を無線で定期的に発信しながら、イオにいる恋人のイーロンと通信する。
やがてイオから新世界へ探査船を派遣することが決まり、数日後に地球からの最後の脱出船が旅立つとイーロンはサムに告げ、乗ってイオに来るよう求める。十分な酸素がないため脱出船に行くことをあきらめていたサムのところに、気球に乗った男マイカが来てヘンリー・ウォルデン博士に会いたいと言う。サムは一緒に気球に乗って最後の脱出船に向かおうとするが、イーロンから探査船に乗ってイオから離れると言う連絡が来る。絶望したサムはマイカに接近して親密になる。
サムは無線で父が死んだことを人々に告げ、脱出船に向かうよう呼び掛ける。サムとマイカは汚染のひどいゾーンに入って気球のためのヘリウムを入手する。だが念願だった美術館に入りレーダー、ヘレネー、ゼウスなどに関する詩や絵画を目にしたサムは、生命の営みに触れ、変心して地球に残る決意をする。おもむろにライターを取り出して点火し、炎が紫であることを確認してマスクを外す。長い間、汚染エリアだと思っていた場所はマスク無しでも平気だった。見捨てるしかないと思っていた地球は回復していた。サムの決意は固く、マイカは説得をあきらめ一人脱出船へ向かった。
それから幾年もの時が過ぎ、まだ地球に暮らすサムは砂浜で海を眺めていた。そこに、後ろから走ってきてサムの横に立つ子供の姿があった。

## 登場人物
※括弧内は日本語吹替
- サム・ウォルデン : マーガレット・クアリー（白石涼子）
- マイカ : アンソニー・マッキー（白熊寛嗣）
- ヘンリー・ウォルデン博士 : ダニー・ヒューストン（内田直哉）
- 機械音声（宇田川紫衣那）
- 番組司会者（小林達也）

## 日本語版スタッフ
- 演出：丸橋亮介
- 翻訳：大西祐子
- 調整：秋山栄美子
- 制作：IMAGICA Lab.

## 製作

### 撮影
2016年10月に撮影が始まった。

## 公開
2019年1月18日、Netflixで公開された。